# Clistopyga laevis
Clistopyga laevis är en stekelart som beskrevs av Dmitriy R. Kasparyan 1981. Clistopyga laevis ingår i släktet Clistopyga och familjen brokparasitsteklar. Inga underarter finns listade i Catalogue of Life.